# Daniel Ballard
Daniel Ballard, né le 22 septembre 1999 à Stevenage, est un footballeur international nord-irlandais qui joue au poste de défenseur central à Sunderland.

## Biographie

### En club

#### Arsenal
Né à Stevenage, Daniel Ballard rejoint l'académie d'Arsenal lorsqu'il a 8 ans. Il signe son 1er contrat professionnel avec le club le 8 juin 2018. Le 24 mai 2019, il prolonge son contrat avec Arsenal.

#### Swindon Town
Le 3 juillet, il est prêté à Swindon Town en League Two pour toute la saison 2019/20. Il entre en jeu à la 88ème minute pour son 1er match avec les Robins le 3 août pour la 1ère journée de championnat (victoire 2-0 vs  Scunthorpe United). Il est titulaire pour la 1ère journée de Leasing.com Trophy face aux U21 de Chelsea, où il inscrit le 1er but des siens, son 1er chez les pros (défaite 3-2). Il est sur le banc pour la 2ème journée de championnat face à Carlisle United (victoire 3-2) et fête sa 2ème titularisation de la saison face à Colchester United pour le 1er tour de Carabao Cup (défaite 3-0).
Malheureusement, durant ce match il se blesse sérieusement au genou, bien qu'il ait joué toute la rencontre. Cette blessure a finalement écourté son prêt et Ballard est retourné à Arsenal pour suivre sa rééducation dès la mi-août. Il ne rejouera plus de la saison.
Il rejoue pour la 1ère fois le 25 août 2020 avec l'équipe première d'Arsenal en match amical de pré-saison face à MK Dons (victoire 4-1). Il joue ensuite le 18 septembre avec les U23 d'Arsenal face à Brighton (match nul 2-2) puis face à Tottenham le 26 (défaite 1-0), où il joue l'intégralité du match à chaque fois.

#### Blackpool
Le 5 octobre, il est prêté à Blackpool en League One pour jusqu'au 31 janvier 2021. Il entre en jeu dès la 4ème minute pour son 1er match avec les Seasiders le 20 octobre pour la 7ème journée de championnat (défaite 1-0 vs Charlton). Il est titulaire pour la 1ère fois le 24 octobre pour la réception de MK Dons (victoire 1-0). Le 27 octobre, il reçoit son 1er carton rouge à la 75ème minute face à Wimbledon (défaite 1-0). Malgré cet accroc, il s'impose petit à petit comme un élément fort de la défense, et voit son prêt prolongé pour la fin de saison.
Il inscrit son 1er but pour Blackpool le 2 mars 2021 contre Crewe Alexandra (match nul 1-1) puis son 2ème le 20 contre Oxford United (victoire 2-0). Blackpool termine 3ème de League One et se qualifie pour les barrages d'accession en Championship. Blackpool se qualifie pour la finale en battant Oxford United en 1/2 finale (3-0 aller, 3-3 retour), Ballard était titulaire pour le match aller et a joué la 1ère mi-temps au retour. En finale à Wembley, il est titulaire face à Lincoln City, et Blackpool s'impose 2-1 pour se qualifier en Championship.

#### Millwall
Le 1er juillet, il est prêté à Millwall en Championship pour toute la saison 2020/21. Il commence la saison en trombe, avec 20 titularisations sur 23 matchs possibles TCC et devient rapidement un chouchou du Den. Mais le 3 décembre, le club annonce qu'il a subi une opération du genou après une blessure, il manque 3 mois de compétition.

### En sélection
Né en Angleterre, Ballard est qualifié pour représenter l'Irlande du Nord via les origines de sa mère.
Ayant représenté l'Irlande du Nord avec les moins de 18 ans et les espoirs,, il est appelé dans l'équipe senior pour la première fois en mars 2019,, faisant ses débuts le 4 septembre 2020 à l'occasion d'un match nul contre la Roumanie.